# 莫爾特克鎮區 (明尼蘇達州錫布利縣)
莫爾特克鎮區（英語：Moltke Township）是位於美國明尼蘇達州錫布利縣的一個行政鎮區。

## 歷史
莫爾特克鎮區於1878年成立，得名自普魯士和德意志名將赫尔穆特·卡尔·贝恩哈特·冯·毛奇（Helmuth von Moltke the Elder）。

## 地方資料
莫爾特克鎮區的面積為101.11平方千米，皆為陸地。根據2020年美國人口普查的數據，當地共有人口268人，而人口密度為每平方千米2.65人。